# شهدول
شهدول (به انگلیسی: Shahdol) یک منطقهٔ مسکونی در هند است که در بخش شاه‌دل واقع شده‌است. شهدول ۴۶۴ متر بالاتر از سطح دریا واقع شده‌است.